# Liste des écoles préscolaires et primaires gouvernementales du Québec
 (février 2025).
Motif : Simple liste sans source secondaire.
- Archive Wikiwix
- Bing
- Cairn
- DuckDuckGo
- E. Universalis
- Gallica
- Google
- G. Books
- G. News
- G. Scholar
- Persée
- Qwant
- (zh) Baidu
- (ru) Yandex
- (wd) trouver des œuvres sur Wikidata

| 1. | Préciser le motif de la pose du bandeau. | Précisez le motif de la pose du bandeau en utilisant la syntaxe suivante : {{admissibilité à vérifier\|date=mars 2025\|motif=remplacez ce texte par le motif}}                                                                             |
| 2. | Informer les utilisateurs concernés.     | Pensez à avertir le créateur de l'article, par exemple, en insérant le code ci-dessous sur sa page de discussion : {{subst:avertissement admissibilité à vérifier\|Liste des écoles préscolaires et primaires gouvernementales du Québec}} |

Voici la liste des établissements préscolaires et primaires "gouvernementaux" de la province de Québec, au Canada. 
Ils ont tous été créés dans le but d'enseigner aux communautés autochtones. 
Il n'y a qu'une seule liste, la plupart de ces établissements offrant à la fois l'éducation préscolaire et primaire.

## Conseil en Éducation des Premières Nations

### Hurons-Wendat
- École H8taie (Wendake)

### Mohawks
- Kateri School (Kahnawake)
- Kahnawake Survival School (Kahnawake)
- Karonhianonhnha School (Kahnawake)
- Rotiwennakehte School (Kanesatake)
- Ratihente High School (Kanesatake)

### Algonquins
- Conseil de l'Éducation du Lac-Simon (Lac-Simon).
- École Migwan (Pikogan)
- École Mikizicec (Kitcisakik)
- École Amikobi (Lac Simon)
- École Amik‐Wiche (Lac Simon)
- Kitiganik Elementary School (Barriere Lake)
- Kitigan Zibi School (Kitigan Zibi)
- Kiwetin School (Timiskaming)
- Amo Ososwan School (Winneway)

### Attikameks
- École Simon P. Ottawa (Manawan)
- École secondaire Otapi (Manawan)
- École primaire Niska (Obedjiwan)
- École Seskitin-Wemotaci (Wemotaci)
- École Nikanik (Wemotaci)

Innus
- École Kassinu‐Mamu (Mashteuiatsh)

Mi'gmaqs
- Wejgwapniag School (Gesgapegiag)
- Alaqsite'w Gitpu School (Listuguj)

## Institut Tshakapesh
Montagnais
- École Amishk (Mashteuiatsh)
- École Nussim du conseil de bande de Betsiamites (Betsiamites)
- École Teuaikan (Mingan)
- École Uauitshitun de Natashquan (Natashquan)
- Kanatamat Tsitipenitamunu (Schefferville)
- École Olamen du Conseil des Montagnais (La Romaine (réserve indienne))
- École Pakuaushipu (Côte-Nord-du-Golfe-du-Saint-Laurent)

### Conseil des Montagnais de Sept-Iles
- École Johnny Pilot du conseil des Montagnais de Sept-Îles et Maliotenam (Sept-Îles)
- École Tshishteshinu du conseil des Montagnais de Sept-Iles et Maliotenam (Sept-Îles)
- École Nussim
- École Uashkaikan
- École Kanatamat
- École Teueikan
- École Uauitshitun
- École Pakuashipi
- École Manikanetish
- École Johnny Pilot
- École Tshishteshinu

## Autres écoles
- Ahkwesahsne Mohawk School (Akwesasne, QC)
- Kana:takon School (Akwesasne, QC)
- Tsi Snaihne School (Akwesasne, QC)

## Naskapis
École Jimmy Sandy Memorial (Kawawachikamach): L'École des Naskapis a été établie selon la Convention du Nord-est québécois, et elle est sous l'administration de la Commission scolaire Central Québec. L'enseignement se fait en langue naskapie, anglaise et française.

## Cris
- Commission scolaire crie : La commission scolaire Crie dessert la Nation Crie du Baie James ( Région 10  nord du Québec). L'enseignement y a lieu dans ses trois langues officielles, soit le français, l'anglais et le crie.

## Inuit
- Commission scolaire Kativik : Cette commission scolaire dessert la nation Inuites située au Nunavik (Région 10  nord du Québec). L'enseignement y a lieu dans ses trois langues officielles, soit le français, l'anglais et l'inuktitut.